# مونیج دی‌دریم
«مونیج دی‌دریم» (انگلیسی: Moonage Daydream) ترانه‌ای از خواننده-ترانه‌سرای انگلیسی دیوید بویی است. این ترانه ابتدا در فوریه ۱۹۷۱ در استودیوهای رادیو لوکزامبورگ در لندن ضبط شد و با گروه کوتاه مدت او، آرنولد کورنز، در مهٔ ۱۹۷۱ توسط بی اند سی رکوردز در قالب تک‌آهنگ منتشر شد. بویی سپس در همان سال ترانه را با گروه موسیقی هم‌نواز خود، اسپایدرز فرام مارس — متشکل از میک رانسن، ترور بولدر و میک وودمنزی — برای آلبوم ظهور و سقوط زیگی استارداست و عنکبوت‌ها از مریخ (۱۹۷۲) دوباره ضبط کرد. تهیه‌کنندگی ضبط مجدد بر عهده کن اسکات بود و در نوامبر ۱۹۷۱ در استودیوی ترایدنت لندن ضبط شد. ضبط مجدد اثری گلم راک است که در آن هوک ملودیک و هارمونیک و همچنین سازهای کوبه‌ای و گیتار متأثر از موسیقی هوی متال به کار رفته است. این ترانه در آلبوم مستقیماً شخصیت زیگی استارداست را معرفی می‌کند. زیگی استارداست خود را یک سوپراستار راک بیگانه بایسکشوال توصیف می‌کند که زمین را از فاجعه قریب‌الوقوع توصیف‌شده در قطعه آغازین آلبوم، «پنج سال»، نجات خواهد داد. این ترانه همچنین شامل ساز ساکسوفون است که بویی خودش آن را نواخته است. نواختن گیتار بر عهدهٔ میک رانسن بود.
«مونیج دی‌دریم» از زمان انتشارش مورد تحسین منتقدان قرار گرفت و بسیاری از آن‌ها گیتارنوازی رانسن را نمونه‌ای برجسته و عالی عنوان کردند. با نگاهی به گذشته، «مونیج دی‌دریم» یکی از برترین ترانه‌های بویی لقب گرفته است. او آن را در طول سال‌های ۱۹۷۲–۱۹۷۳ در تور زیگی استارداست و در تورهای بعدی اجرا کرد. نسخهٔ آلبوم از آن زمان در چندین آلبوم گردآوری‌شده و در فیلم نگهبانان کهکشان (۲۰۱۴) ظاهر شد، در حالی که قطعه ضبط‌شدهٔ آرنولد کورنز در پخش مجدد آلبوم مردی که دنیا را فروخت (۱۹۷۰) و زیگی استارداست قرار گرفت.